# Базаров, Дмитрий Сергеевич
Дмитрий Сергеевич Базаров (7 ноября 1926, Белгородская область — неизвестно, Донецк, Украинская ССР) — бригадир штукатуров строительного управления № 4 треста «Донецкжилстрой» № 1, Донецкая область, Украинская ССР. Герой Социалистического Труда (1966).

## Биография
Родился в 1926 году в одном из населённых пунктов современной Белгородской области. После срочной службы в Советской Армии в 1950 году прибыл в Донбасс, где трудился штукатуром в различных строительных организациях Сталинской области. С 1959 года возглавлял бригаду штукатуров строительного управления № 4 треста «Донецкжилстрой» № 1. Бригада под его руководством ежегодно показывала высокие трудовые результаты в строительном управлении № 4, занимала передовые позиции в социалистическом соревновании и за короткое время добилась почётного звания «Коллектив коммунистического труда».
Бригада Дмитрия Базарова трудилась на отделке жилых домов в посёлке шахты «Ветка-Глубокая», в районе Северного автовокзала, на площади Ленина, жилых домов на улице Артёма, гостиницы «Украина» в Донецке. За годы Семилетки (1959—1965) в производительность труда в бригаде не понижалась ниже 125 %. Коллектив штукатуров досрочно выполнил социалистическое обязательство и задания семилетки. Указом Президиума Верховного Совета СССР от 11 августе 1966 года удостоен звания Героя Социалистического Труда за «выдающиеся успехи, достигнутые в выполнении заданий семилетнего плана по капитальному строительству» с вручением ордена Ленина и золотой медали «Серп и Молот» (№ 11852).
За выдающиеся трудовые достижения по итогам работы в 1973 году награждён Орденом Октябрьской Революции.
После выхода на пенсию проживал в Донецке. Дата смерти не установлена.
Награды
- Герой Социалистического Труда
- Орден Ленина
- Орден Октябрьской Революции (04.03.1974)